# Alfred Gager
Alfred Gager (* 10. Februar 1942 in Wien; † 10. Jänner 2022 in Obersiebenbrunn) war ein österreichischer Fußballspieler auf der Position eines Mittelfeldspielers.

## Karriere

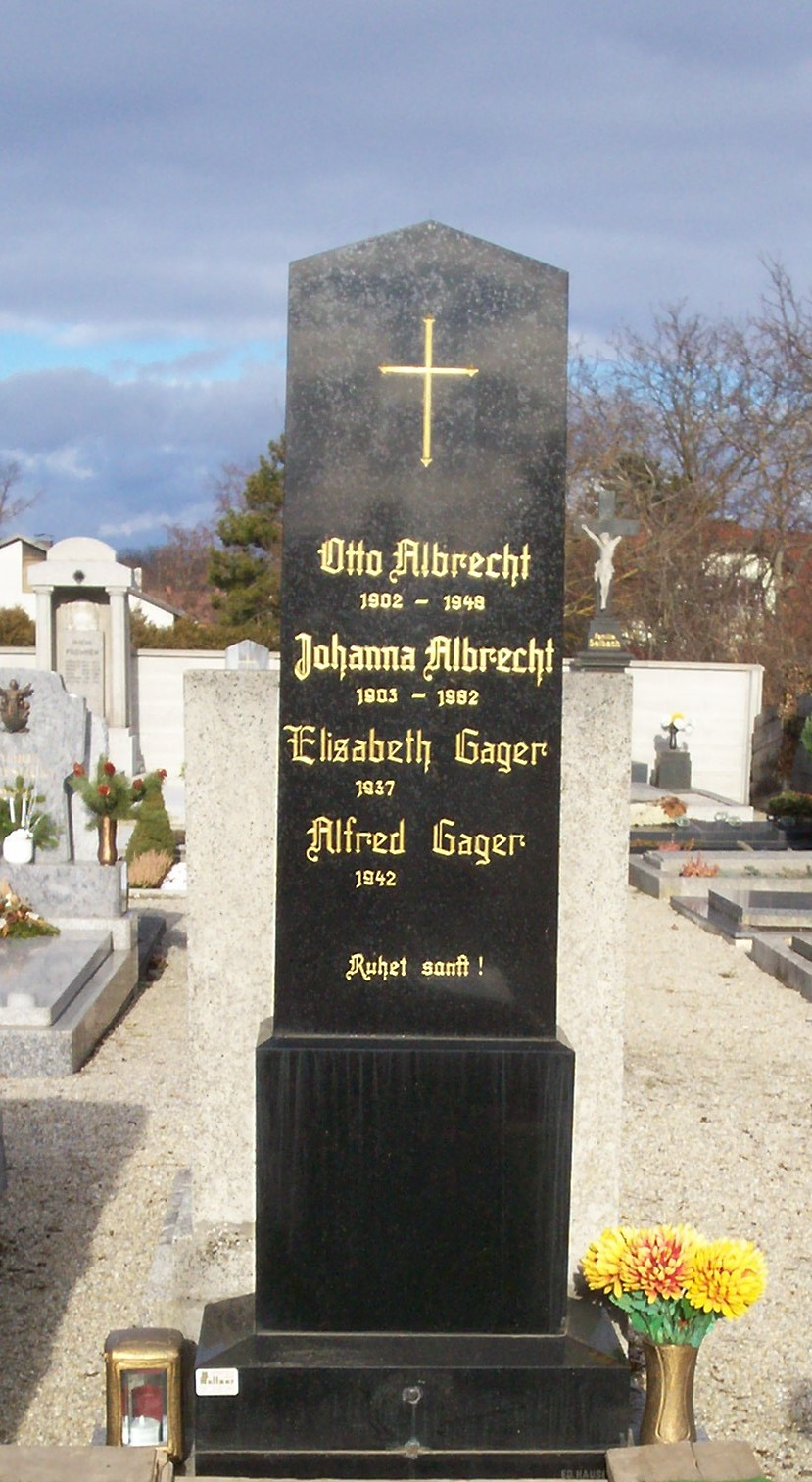
Grabstätte von Elisabeth und Alfred Gager

Im August 1955 verpflichtete der FK Austria Wien das damals 13-jährige Talent vom SV Justiz. Ab 1960 stand Gager im Kader der Kampfmannschaft. Insgesamt absolvierte er 118 Spiele und erzielte 9 Tore für die Violetten.
In den Jahren 1961 bis 1963 holte er mit der Austria dreimal hintereinander den Meistertitel, in den ersten beiden Jahren sogar das Double mit dem Cupsieg. Des Weiteren lief Gager Anfang der sechziger Jahre sechsmal für das österreichische Nationalteam auf.
1966 wechselte er zum Ligakonkurrenten SC Wacker Wien, wo er nach einer Saison (und dem Abstieg seines Vereines in die Regionalliga Ost) seine Karriere als Profifußballer beendete.
Nachher spielte er noch bei Engelhartstetten und beim SC Obersiebenbrunn.
Gager war mit Elisabeth „Elly“ Albrecht verheiratet und wohnte in Obersiebenbrunn. Er starb am 10. Januar 2022 vier Tage nach dem Tod seiner Gattin. Die Doppelbeisetzung fand am 20. Jänner 2022 auf dem dortigen Ortsfriedhof unter großer Anteilnahme im Familiengrab statt.